# Chevrolet Volt
La Chevrolet Volt è un'auto ibrida elettrica plug-in di segmento C prodotta dalla General Motors con il marchio Chevrolet e disponibile negli Stati Uniti a partire dal dicembre 2010. 
La GM comunque evita di usare il termine "ibrido", e preferisce denominarla auto elettrica con estensore di autonomia, dato che il motore di trazione è elettrico in ogni situazione di guida. Il 5 marzo 2012 è stata eletta Auto dell'anno 2012, mentre la produzione è terminata a febbraio 2019

## Profilo e caratteristiche

### Nascita del modello
Il prototipo della Volt è stato ufficialmente presentato al North American International Auto Show (NAIAS) il 7 gennaio 2007 a Detroit. Un modello modificato è stato presentato al Shanghai Auto Show nell'aprile del 2007 a Shanghai, Cina. Al momento della presentazione il progetto Volt aveva appena un anno di vita. Era stato iniziato nel 2006 dopo che Robert Lutz, Presidente della GM Nord America, venne a conoscenza del progetto della Tesla Roadster, un'auto elettrica sportiva di alte prestazioni. A differenza del Roadster, che costava circa 100.000 dollari, al suo debutto la Volt viene venduta nei mercati nordamericani a un prezzo di circa 41.000 dollari.

### Design esterno ed interno

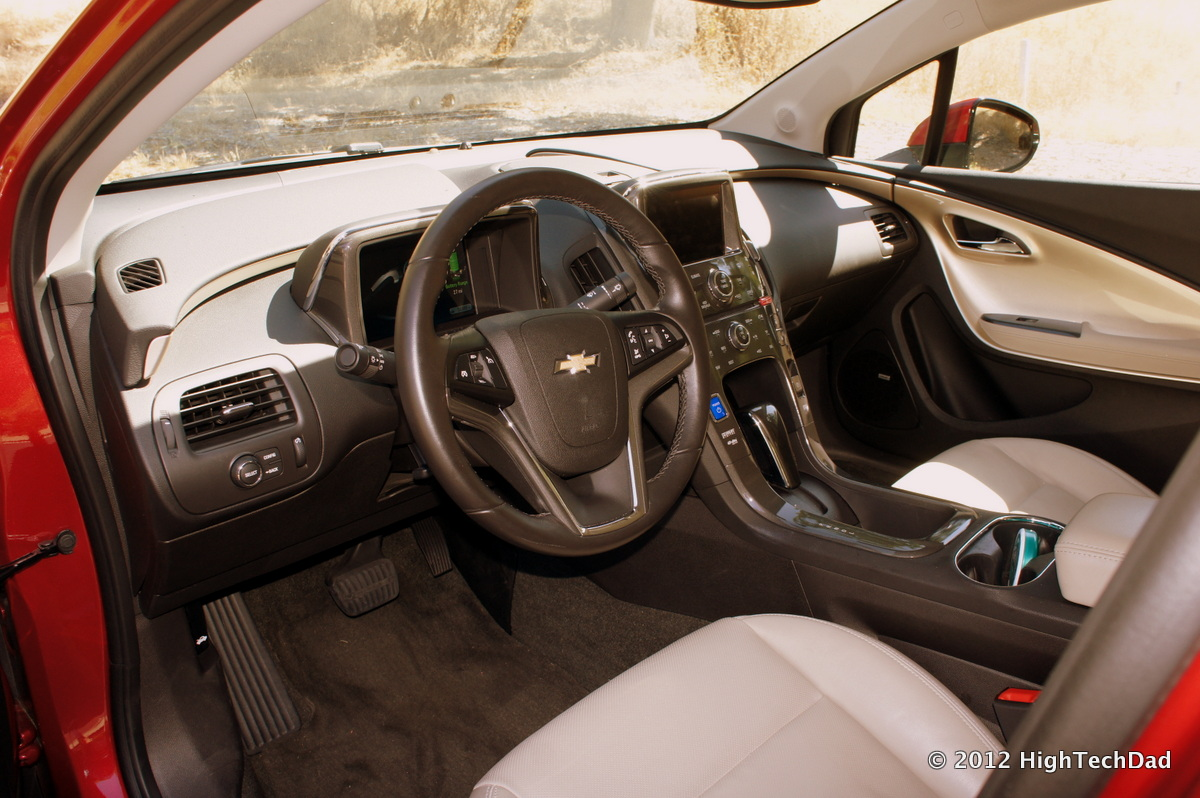
Interni di una Chevrolet Volt

La vettura propone una grintosa carrozzeria a due volumi e mezzo di forma allungata, slanciata e quindi sportiveggiante. A dare un tocco di sportività in più ci pensano elementi come lo spoiler posteriore o il massiccio scudo paraurti, i fari anteriori dal taglio affilato, il padiglione basso e la coda corta e raccolta. Inoltre la stessa altezza del corpo vettura, molto ridotta, rende la vettura ancora più accattivante già al solo sguardo.
L'abitacolo, adatto per quattro persone, sfoggia un cockpit decisamente futuristico, poiché salta subito all'occhio la completa assenza di strumenti analogici. Al posto del cruscotto vi è un display digitale che fornisce informazioni riguardanti la velocità e quant'altro si può rilevare dai normali cruscotti analogici della maggior parte delle altre auto. Un secondo display, che domina la consolle centrale, è caratterizzato da un originale indicatore di efficienza di guida, consistente in una sfera visualizzata sul display che si sposta a seconda dello stile di guida del conducente: mantenendola al centro del display si ottimizza l'efficienza di guida e l'autonomia del pacco batterie si mantiene su livelli accettabili.

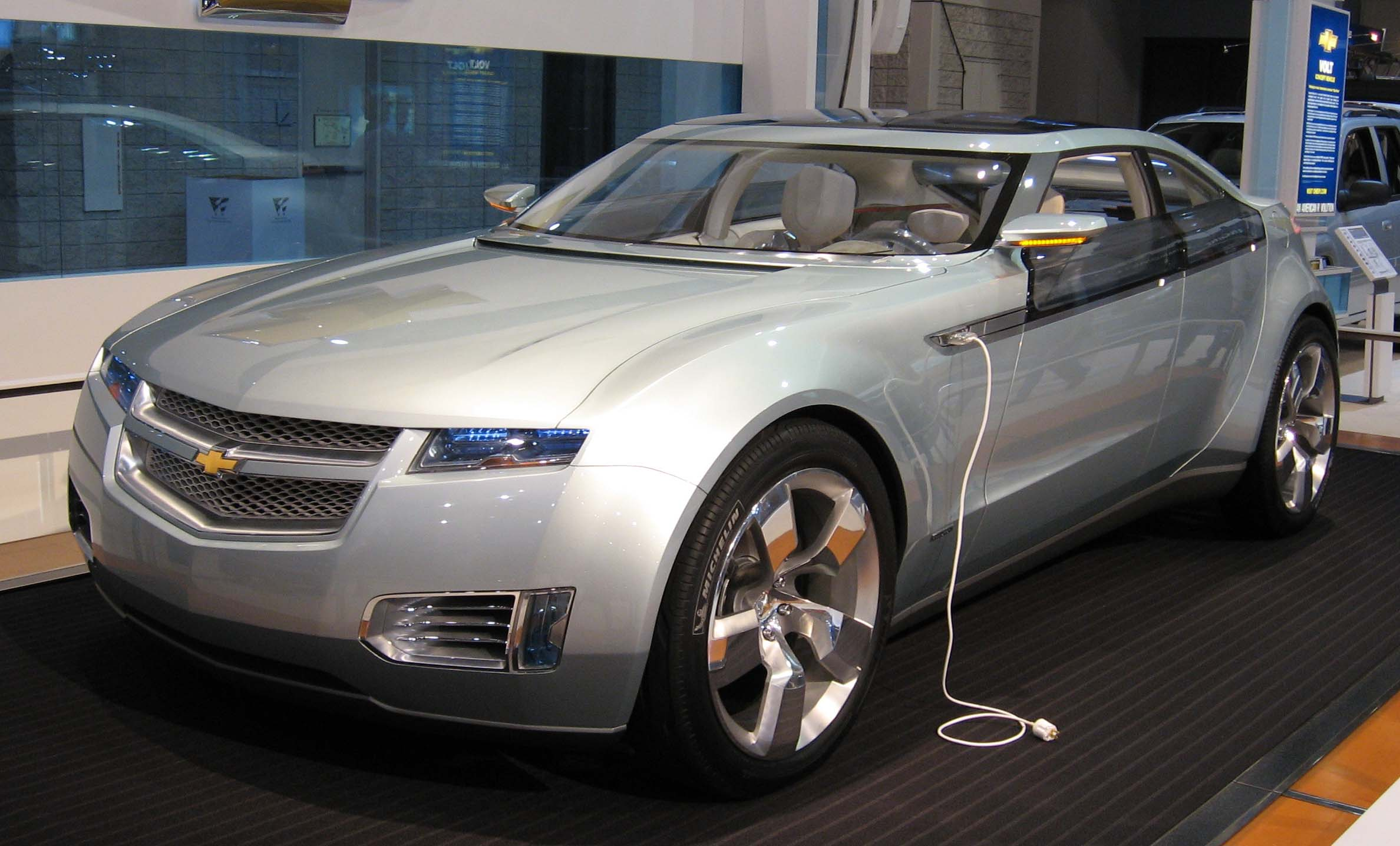
Il prototipo Volt presentato nel 2007

### La piattaforma E-Flex
Il prototipo Volt presentato al salone dell'automobile di Detroit utilizza una piattaforma di nuova concezione, con cui si intende standardizzare i vari componenti delle future auto elettriche e di permettere l'impiego di vari tipi di motori sussidiari intercambiabili. Nel modello presentato a Detroit è installato un motore elettrico, una batteria ricaricabile agli ioni di litio da 16 kWh (58 MJ) e un piccolo motore a benzina da 1000 cm³ connesso a un generatore da 53 kW. La Volt è messa in moto dal motore elettrico che ha una potenza massima di 120 kW (160 CV). La ricarica delle batterie avviene normalmente a casa durante la notte. Per una carica completa occorrono circa 6 ore e mezza con la corrente domestica americana da 120 V, 20 A (2,4 kW di assorbimento). Per comodità la Volt dispone di due prese di corrente sui due lati. Dato che il motore elettrico non è influenzato da quale sistema viene usato per caricare le batterie, tipi diversi di motore potrebbero venire adottati per azionare il generatore.

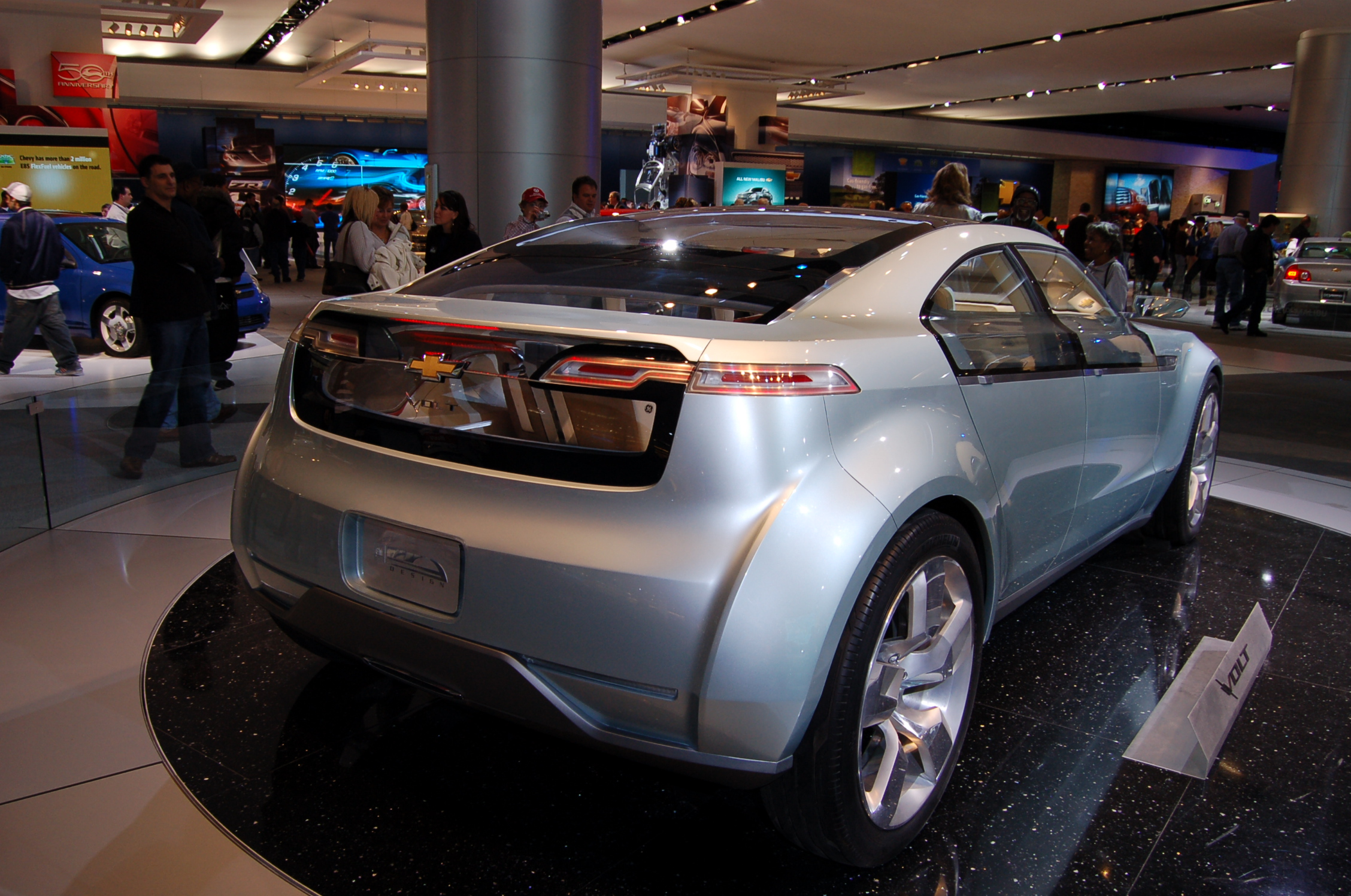
Vista posteriore

Un altro tipo di motore è il fuel cell a idrogeno, che è stato montato sul modello di Volt presentato nel Shanghai Auto Show del 2007. Altre possibilità menzionate dalla GM potrebbero essere un motore a etanolo puro (E100) e un altro diesel per l'Europa, alimentato da carburante biodiesel.
Questi motori sono piccoli perché hanno l'unica funzione di azionare il generatore elettrico che ricarica le batterie. Inoltre, avranno un regime di giri fisso e ottimale e questo farà sì che il loro consumo sarà ulteriormente diminuito, intorno a 1 litro ogni 20 km. Questo ovviamente per i viaggi lunghi che richiedono l'intervento del motore supplementare. Per la routine giornaliera in città, i 60 km forniti dalle batterie caricate con la corrente di casa costeranno molto meno che il loro equivalente in benzina. L'altro grande vantaggio è ovviamente l'inquinamento nullo prodotto direttamente della vettura (nel caso in cui non si avvii il motore termico).

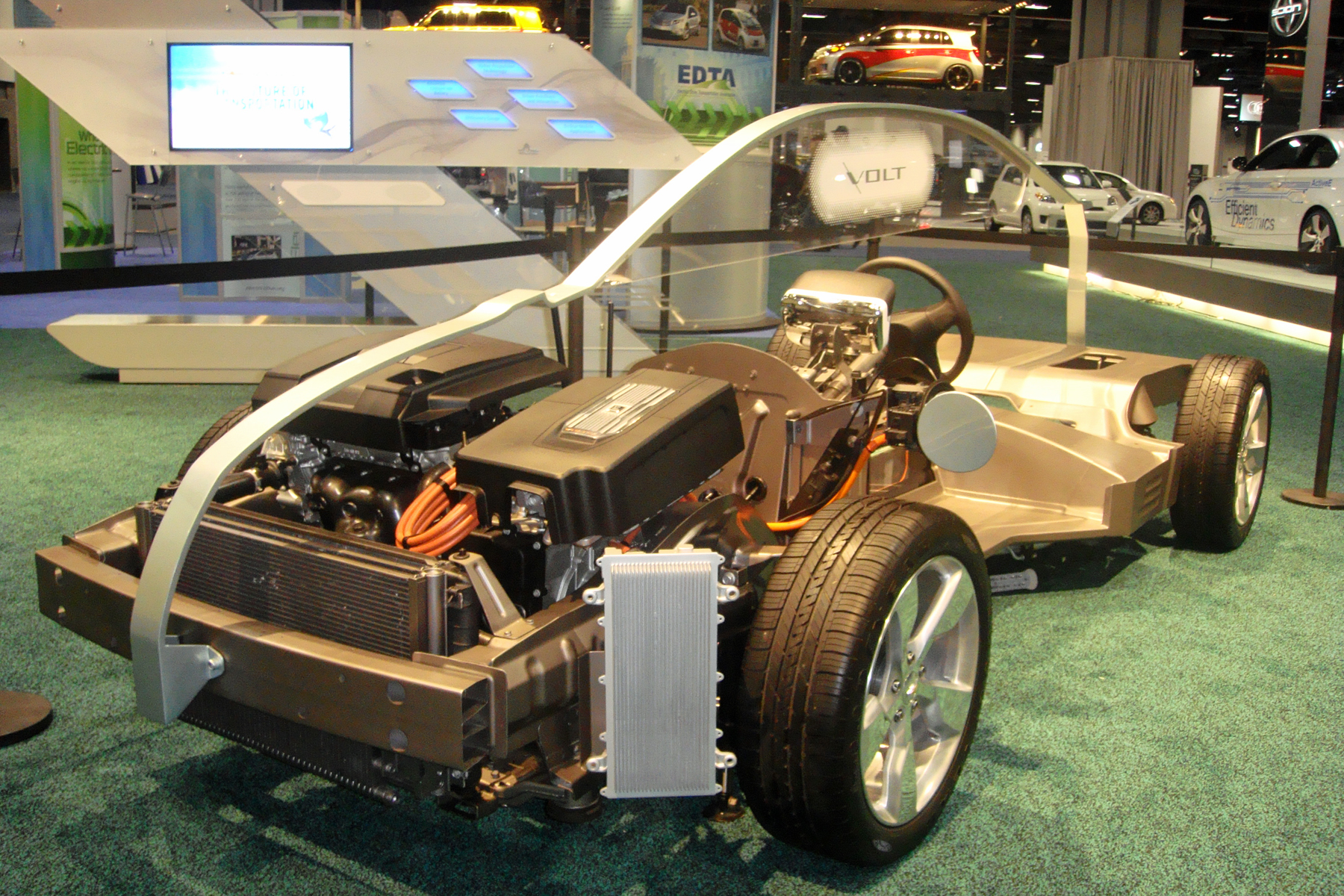
Dettaglio della scocca e del sistema elettrico a nudo di una Volt

Tornando alla Volt definitiva, essa è equipaggiata con due motori elettrici, uno principale da 150 CV e uno ausiliario da 87 CV che entra in funzione a sostegno del primo quando la vettura superi i 100 km/h. A questi due motori se ne aggiunge un terzo, di tipo endotermico a benzina da 1.4 litri di cilindrata, che aiuta i primi due e non interviene mai direttamente nella propulsione della vettura, ma serve unicamente a ricaricare il motore ausiliario. In ogni caso il motore a benzina non entra mai in funzione, se non dopo che il livello di carica del pacco batterie scende sotto il 30% della carica totale.

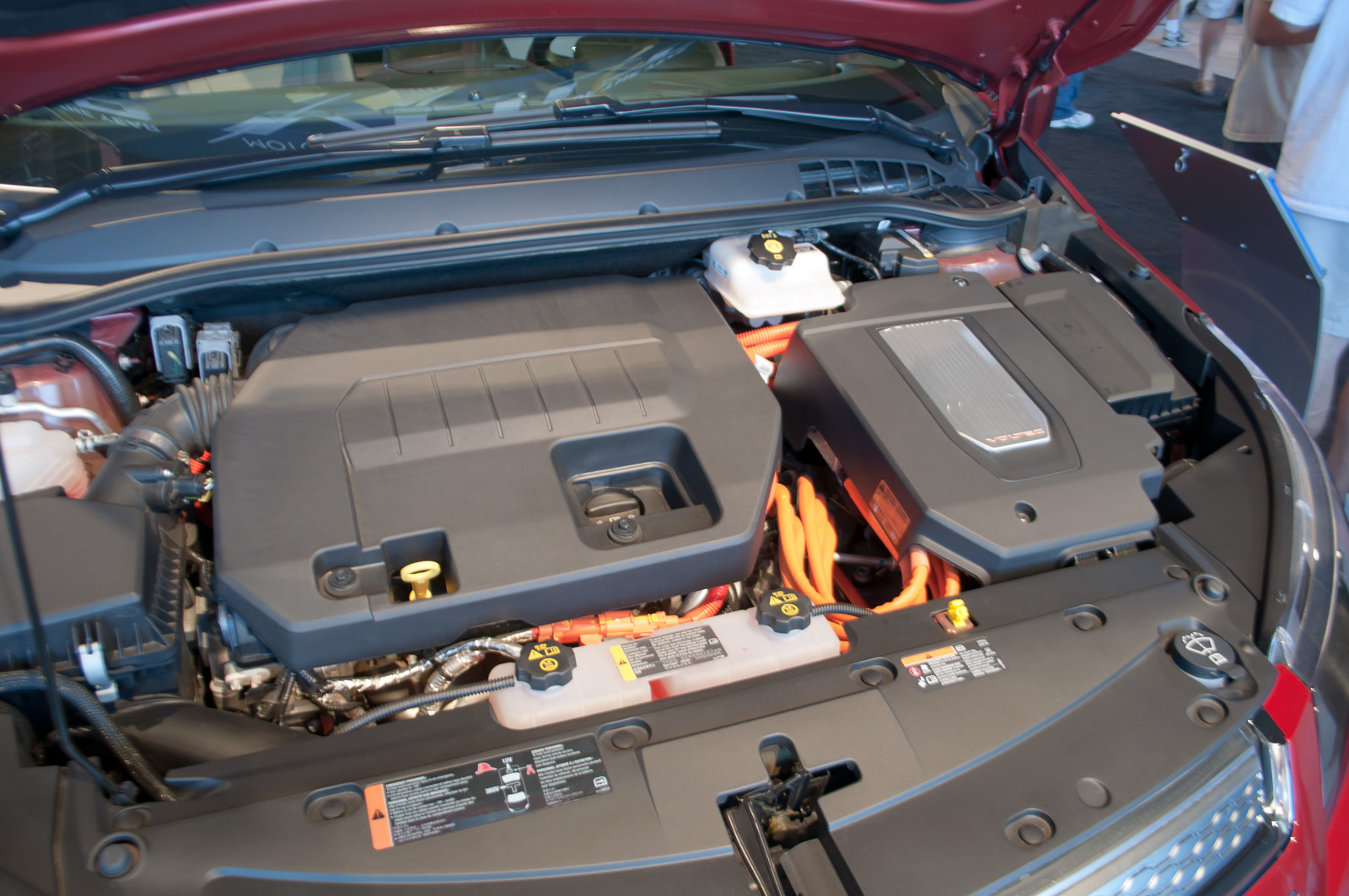
Il motore

Con questo sistema, denominato sistema Voltec dal Gruppo GM, la Chevrolet Volt si impone come una delle vetture più innovative tra quelle a propulsione alternativa. Grazie a esso, l'autonomia del veicolo giunge a 1.030 km su autostrada. La velocità massima della Volt è di 160 km/h, velocità alla quale l'autonomia subisce un netto tracollo. La General Motors intende costruire circa 60.000 Volt già il primo anno di produzione, e cioè quattro volte il numero di Prius prodotte annualmente. La vettura giapponese infatti è la principale concorrente della Volt, anche se in questo caso si tratta di una vera auto ibrida, che ha come motore principale un normale motore a scoppio, assistito saltuariamente da quello elettrico. La Volt, con la sola elettricità immagazzinata nelle batterie in dotazione, può percorrere fino a 64 km, prima di necessitare di una ricarica. Dato che circa l'ottanta per cento degli americani e degli europei non percorre più di tale distanza in un tipico giorno feriale, l'uso di carburante verrebbe drasticamente ridotto, a tutto beneficio della qualità dell'aria urbana e dei portafogli.

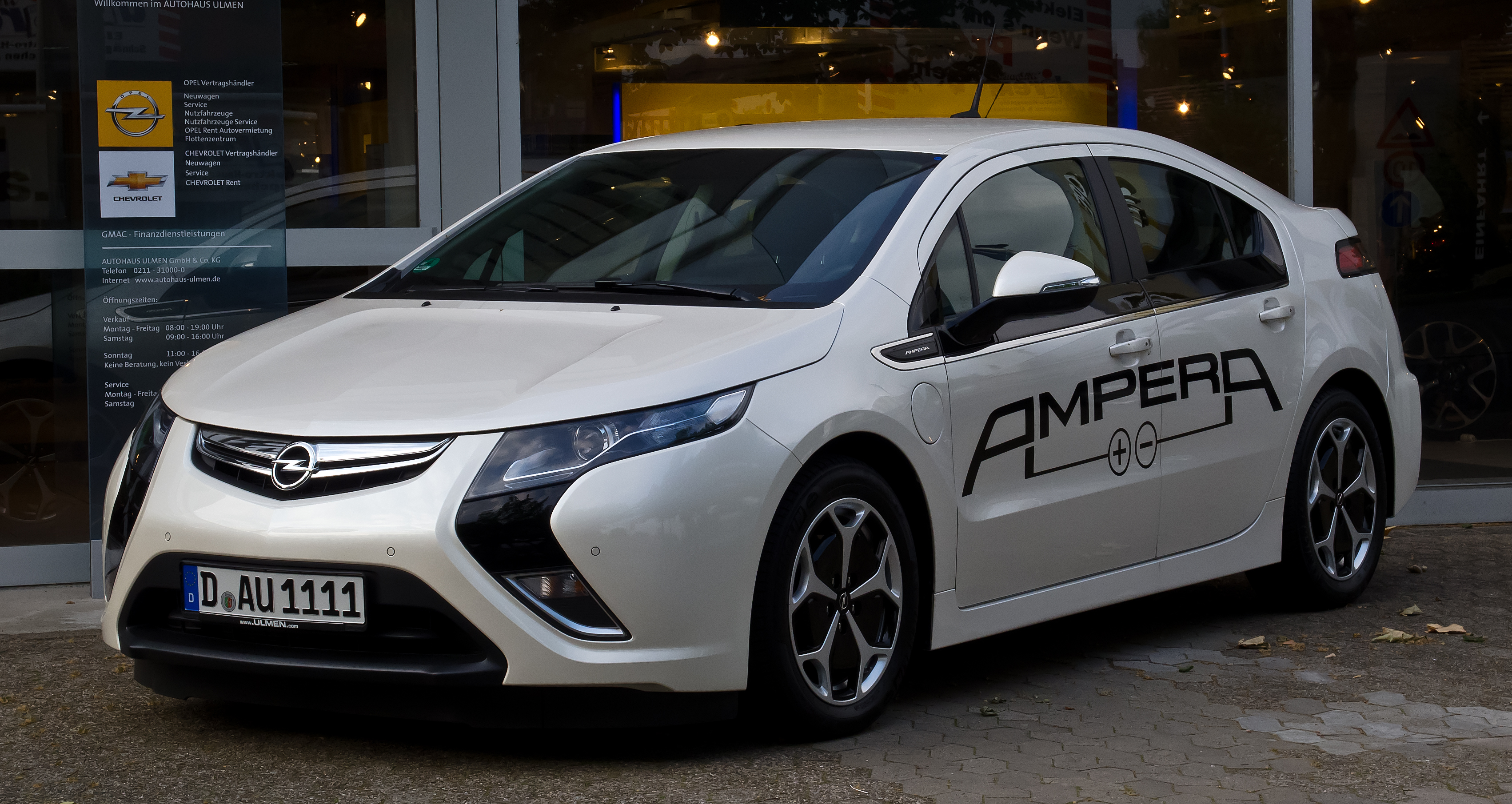
Una Opel Ampera

### Opel Ampera
In Europa, la Volt viene commercializzata sia con il marchio Chevrolet che con i marchi Opel per il continente e Vauxhall per il mercato inglese e denominata in questi ultimi casi Ampera: le auto vengono prodotte comunque sempre negli USA assieme a quelle destinate al mercato locale, e la Ampera differisce dalla Volt solo per alcune caratteristiche estetiche di carattere più sportiveggiante, specie nel frontale, dominato dai gruppi ottici inseriti in due alloggiamenti a forma di boomerang, i quali penetrano anche nel paraurti, dove trova posto l'alloggiamento dei fendinebbia. Cambia la versione dei cerchi in lega, che per il mercato europeo è quello dal disegno più grintoso tra i tre a disposizione per la Volt negli USA.

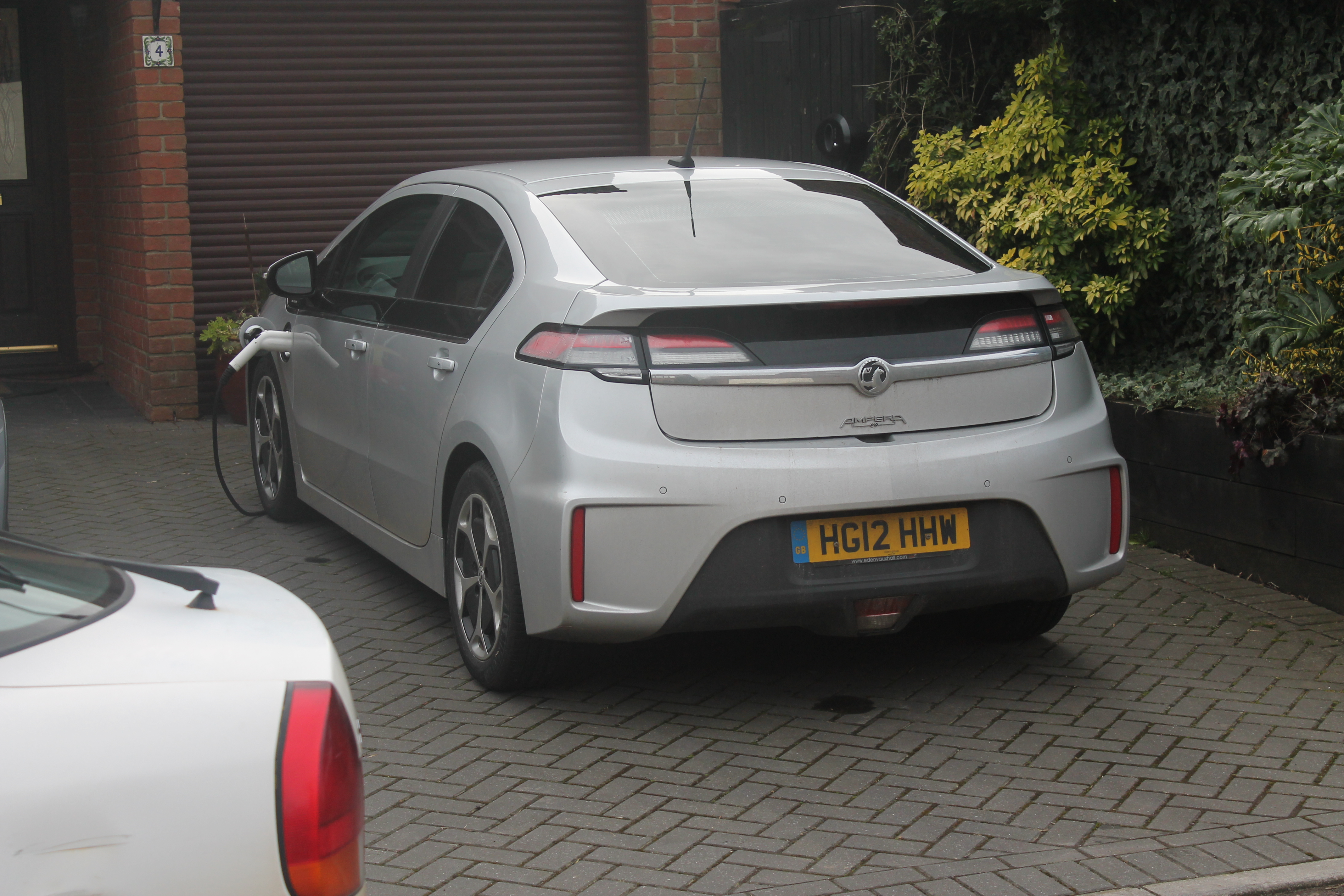
Una Vauxhall Ampera in ricarica

Per quanto riguarda l'avvio delle vendite, mentre la Chevrolet Volt è stata introdotta alla fine del 2010, per la Ampera l'attesa prima del lancio commerciale è stata più lunga, con le prime consegne avvenute in primavera 2012. Nel frattempo, però, la versione definitiva destinata al Vecchio Continente è stata presentata al Salone di Francoforte, dopo una prima presentazione avvenuta già due anni e mezzo prima a Ginevra.
La General Motors prevede di produrre per il 2012 circa 6.000 esemplari di Ampera per il mercato europeo. In ogni caso, sono previsti anche 2.000 esemplari con marchio Chevrolet. La Opel Ampera è stata insignita del premio di Auto dell'anno 2012: il riconoscimento le è stato assegnato in occasione del Salone di Ginevra dello stesso anno.

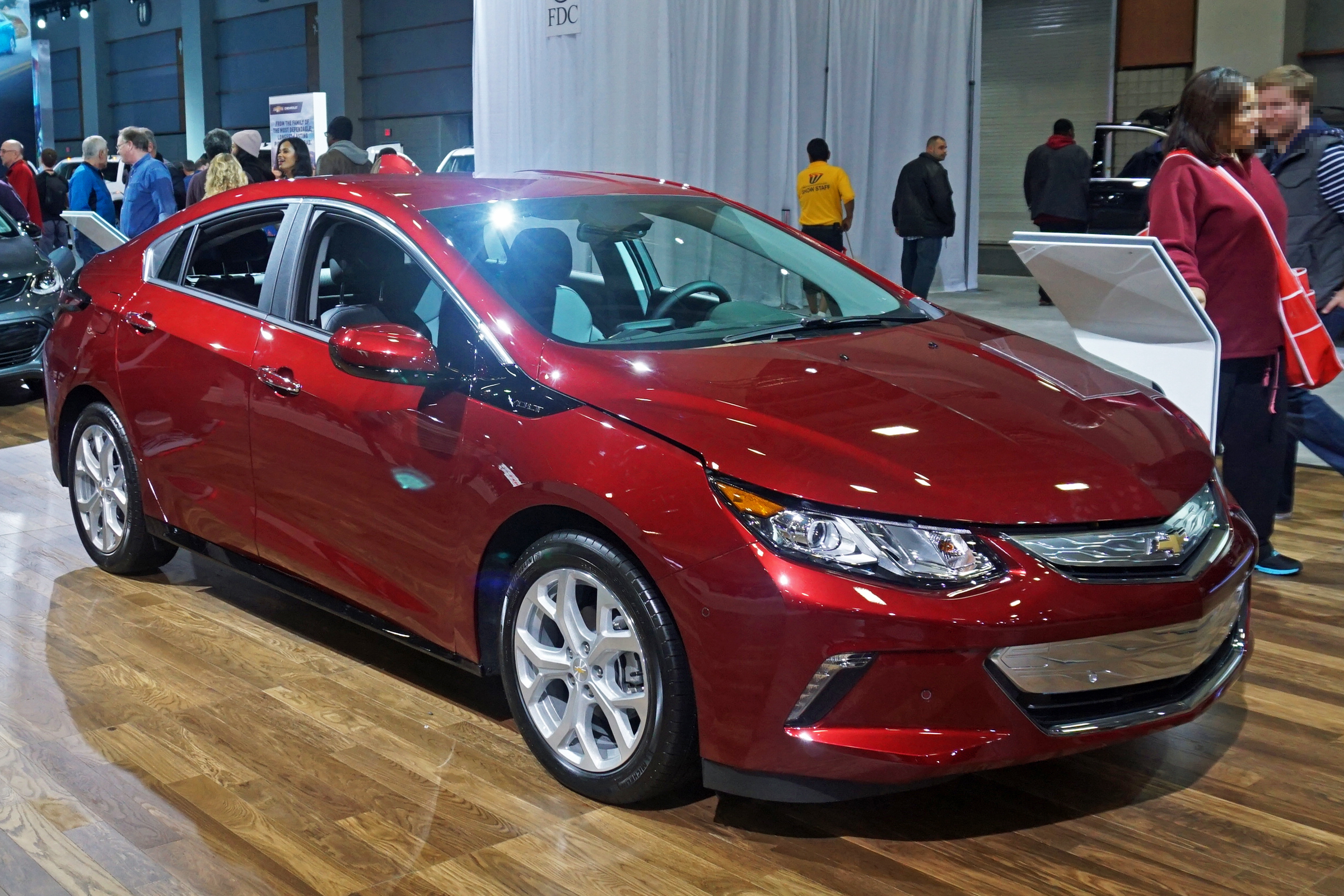
La seconda generazione

### Produzione
La data dell'immissione sul mercato è stata a fine 2010 negli USA, mentre in Europa è avvenuta un anno dopo. Le prime consegne in Italia sono avvenute a maggio 2012. Per creare competitività nella ricerca di nuove tecnologie per batterie, la GM ha selezionato due ditte per la fornitura delle batterie agli ioni di litio: Compact Power e Continental Automotive Systems. Chiaramente, la resa e il buon funzionamento delle batterie avranno grande importanza per il successo della Volt.

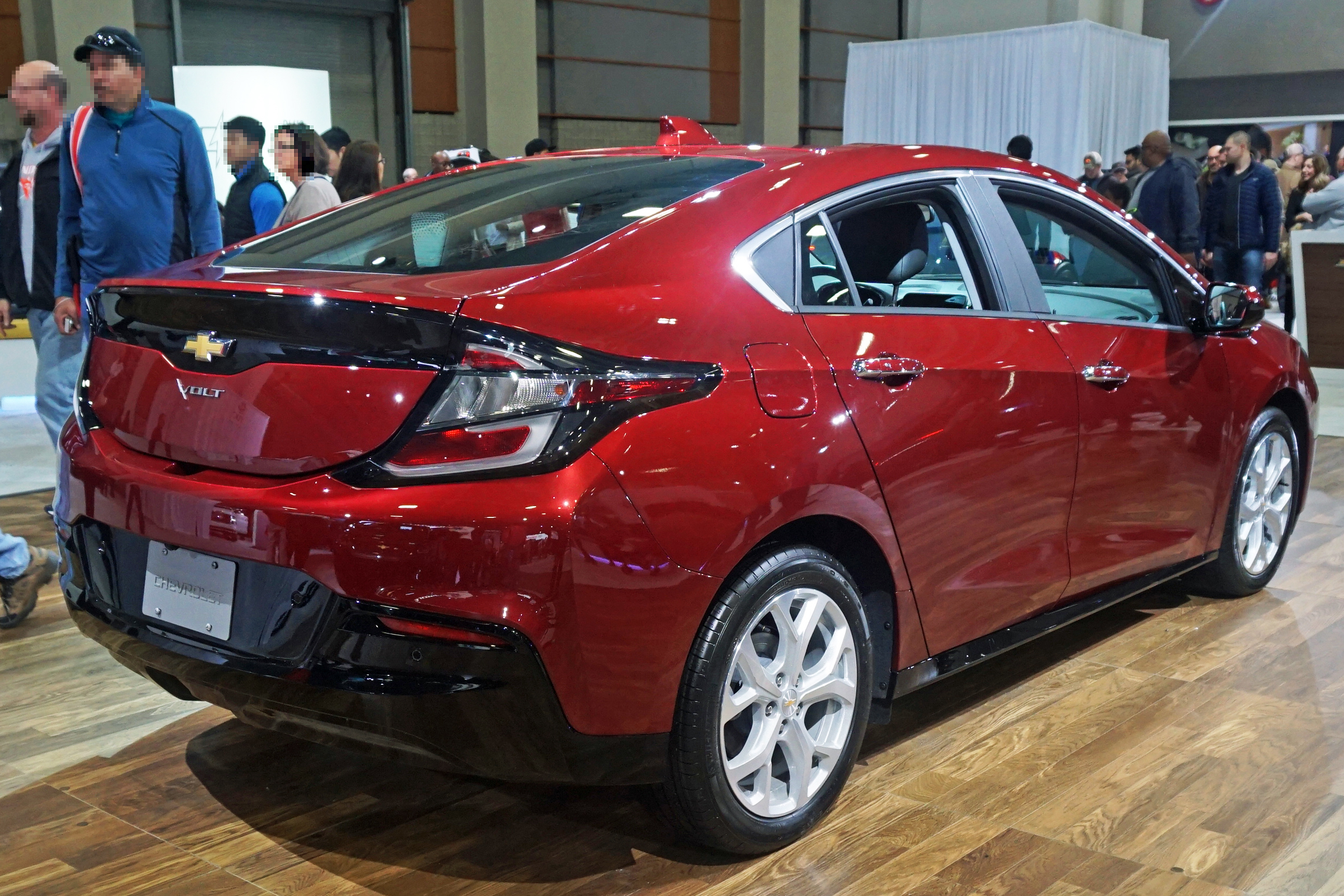
Vista posteriore

Non in tutto il mondo, però, la vettura fu commercializzata come Chevrolet Volt. In zone decisamente ampie del pianeta verranno utilizzati altri marchi. La produzione della prima generazione della Volt, così come anche quella della sua gemella, l'Ampera, è cessata durante la primavera del 2015, ma già dall'anno precedente venivano attestate le intenzione della General Motors di immettere sul mercato due successive generazioni dei due modelli ibridi.

### Seconda serie (2016-2019)
La seconda generazione della Chevrolet Volt è commercializzata nel Nord America da ottobre 2015, come modello 2016. L'efficienza è stata ulteriormente migliorata tuttavia la nuova versione non è mai stata commercializzata in Europa. Opel utilizza il nome Ampera per commercializzare la Chevrolet Volt EV. La produzione finì nel 2019.

### Altri mercati
Non tutto il continente europeo vedrà l'arrivo della nuova vettura con i marchi Opel o Chevrolet: in Regno Unito la Volt verrà commercializzata con il marchio Vauxhall, ma sempre con il nome di Ampera, come nel caso della Opel. Per il mercato d'oltremanica, si prevede la produzione di circa 4 000 esemplari.

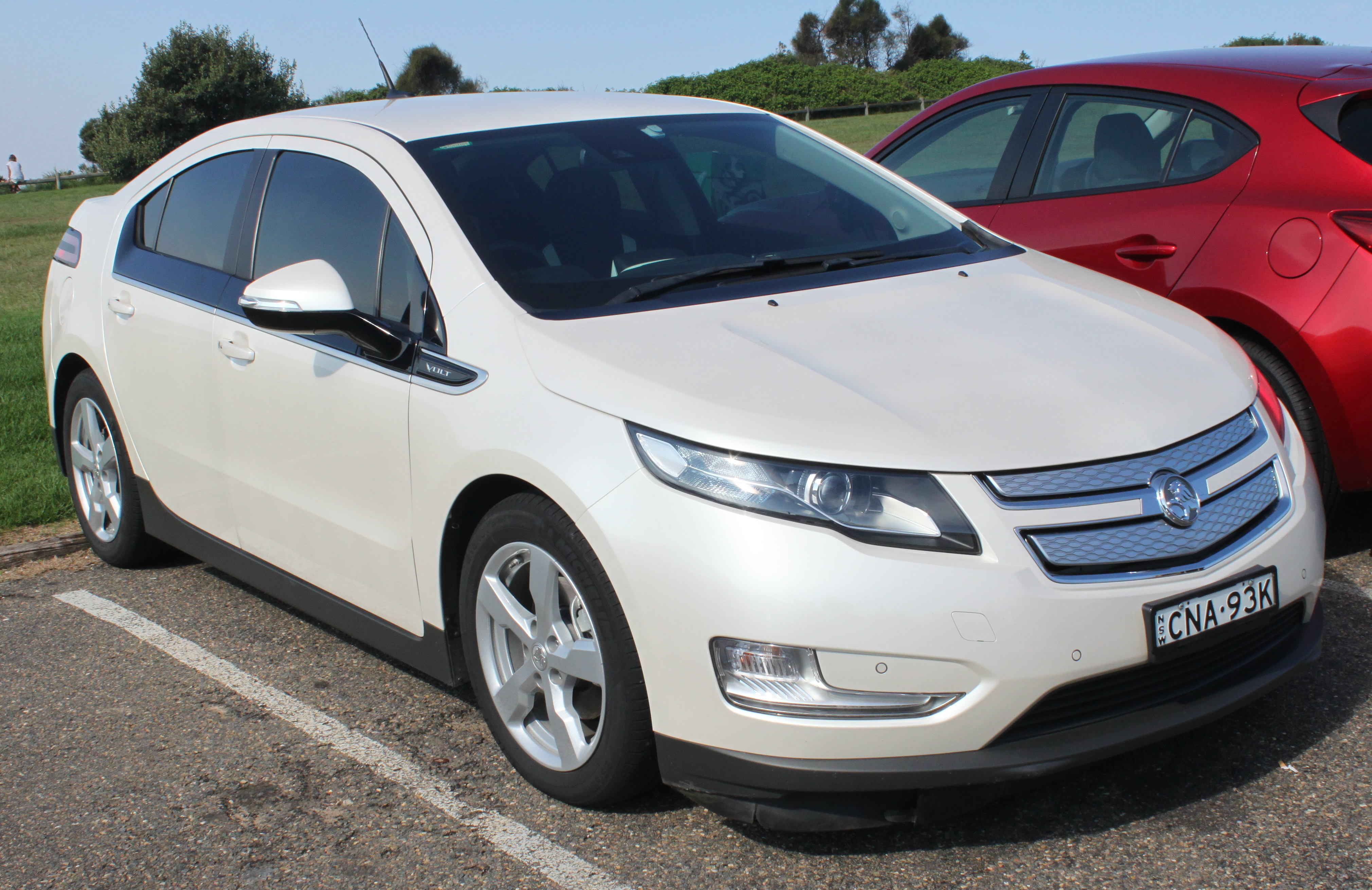
Una Holden Volt

In Oceania, ed in particolare in Australia e Nuova Zelanda, la Chevrolet Volt verrà commercializzata come Holden Volt.

### Auto precedenti simili
La Volt ha 5 porte, con il portellone posteriore, e ospita 4 persone. Questo rappresenta un notevole vantaggio rispetto all'auto elettrica General Motors EV1 del 1990, che aveva solo due posti. La Volt ha anche una maggiore velocità della EV1, 160 km/h invece che 130 km/h. Il volume delle batterie è stato ridotto da 300 a 100 litri nella Volt. La Opel Flextreme è un prototipo basato sulla stessa meccanica della Volt, ma ha un motore di ricarica diesel e la carrozzeria più sofisticata, in quanto destinata al mercato europeo.